# 竹節作太
竹節 作太（たけふし さくた、1906年4月17日 - 1988年8月12日）は、長野県下高井郡平穏村（現・山ノ内町）出身のジャーナリスト、クロスカントリースキー選手、登山家。

## 来歴
旧制飯山中学校を経て、1929年早稲田大学商学部卒。全日本スキー選手権大会クロスカントリースキーのリレーでは早大チームのメンバーとして1925年の第3回大会、翌年の第4回大会と連覇を果たした。日本初参加となった1928年サンモリッツオリンピックでは、クロスカントリースキー個人18kmで30位、個人耐久（50km）で26位だった。研究熱心な竹節は同大会で欧米の選手が用いていた距離スキー専用のワックスや、ヒッコリー材のスキーを大会後いち早く導入するなど、日本のスキー技術の向上につとめた。
大学卒業後、東京日日新聞社（現毎日新聞東京本社）に入社。その後は登山家としても活躍し、1936年には日本初のヒマラヤ遠征となった立教大学のナンダ・コート登山隊（堀田弥一隊長）に同行し、初登頂に成功する。1952年から54年の第一次・第二次マナスル登山隊にも隊員として参加した。
1959年毎日新聞東京本社を運動部長で退職し、以後は東急嘱託、白馬観光開発常務・相談役などを歴任した。また、この間1949年から54年まで全日本スキー連盟の理事長もつとめた。1988年に死去した。82歳没。戒名は高照院貫山道徹居士。墓所は神奈川県川崎市中原区の大乗院。

## 著書
- 新しいスキー術 : 雪・ワックス・競技（1930年）
- ナンダ・コット登攀（1937年）
- 我がヒマラヤの記（1943年）
- 山に生きる（1947年）
- 雪線（1948年）
- 雪の千一夜（1949年）
- ヒマラヤの山と人（1955年）
- ヒマラヤの旅（1957年）
- 山のふしぎ : 自然とくらし（1958年）
- 遠近の雪（1971年）
- 遠近の山（1972年）